# Paratrichius papilionaceus
Paratrichius papilionaceus är en skalbaggsart som beskrevs av Ma 1990. Paratrichius papilionaceus ingår i släktet Paratrichius och familjen Cetoniidae. Inga underarter finns listade i Catalogue of Life.